# آيزو/آي إي سي 5218
آيزو/آي إي سي 5218 (بالإنجليزية: ISO/IEC 5218)‏ هو معيار دولي يحدد الجنس البشري من خلال رمز واحد يتكون من رقم واحد ولا يتأثر باللغة. يمكن استخدامها في أنظمة المعلومات مثل قواعد البيانات.
الرموز الأربعة المحددة في آيزو/آي إي سي 5218 هي:
- 0 = غير معروف
- 1 = ذكر
- 2 = أنثى
- 9 = لا ينطبق

معاير آيزو/آي إي سي 5218 يلبي متطلبات معظم التطبيقات التي تحتاج إلى ترميز الجنس البشري. وهو لا ينص على رموز للجنسين قد تكون مطلوبة في تطبيقات طبية وعلمية محددة أو في التطبيقات التي تحتاج إلى ترميز المعلومات الجنسية بخلاف البشر.
تم إنشاء آيزو/آي إي سي 5218 من قبل اللجنة الفنية لإدارة البيانات وتبادل ISO ، والتي تم اقتراحها في نوفمبر 1976 ، وتم تحديثها في يوليو 2004. تتم صيانة المعيار حاليا من قبل اللجنة الفنية المشتركة ISO/IEC (ISO/IEC JTC 1) اللجنة الفرعية المعنية بإدارة البيانات وتبادلها (ISO/IEC JTC 1/SC 32).